# Jesús Haddad
Jesús Miguel Haddad Blanco (1938-1978) fue un político español, director general de Instituciones Penitenciarias durante la Transición.

## Biografía
Nacido en 1938 en Segovia, se licenció en derecho. Fue capitán de Infantería de Marina.
Perteneciente al Partido Social Demócrata (PSD) de su amigo Francisco Fernández Ordóñez, fue integrante de su ejecutiva.
Fue nombrado director general de Instituciones Penitenciarias el 9 de diciembre de 1977, en sustitución de José Moreno Moreno. Al frente de los centros penitenciarios en un período de gran dificultad, impulsó reformas del sistema penitenciario mediante el real decreto 2273/1977 de modificación al reglamento de los Servicios de Prisiones que databa de 1956, pero no pudo culminar su objetivo al ser asesinado; fue su sucesor Carlos García Valdés quien aportó el anteproyecto de ley penitenciaria, finalmente promulgada como Ley Orgánica —la primera del período democrático— en 1979.
Su asesinato, perpetrado por el Grupo de Resistencia Antifascista Primero de Octubre (GRAPO), aconteció el 22 de marzo de 1978; recibió 13 disparos al salir de su casa en el número 20 de la madrileña calle de Cartagena. La acción fue reivindicada tanto por el GRAPO como por los «Grupos Autónomos de Apoyo a Presos en Lucha» (GAPEL). Fue enterrado en la localidad vallisoletana de Villalba de Adaja.

## Reconocimientos
- Medalla de Oro al Mérito Penitenciario (1978; a título póstumo)[12]
- Gran Cruz del Mérito Naval, con distintivo blanco (1978; a título póstumo)[13]
- Gran Cruz de la Real Orden de Reconocimiento Civil a las Víctimas del Terrorismo (2018; a título póstumo)[14]